# Новый Калкаш
Новый Калкаш (баш. Яңы Ҡалҡаш) — деревня в Стерлибашевском районе Республики Башкортостан Российской Федерации. Входит в состав Старокалкашевского сельсовета.

## География

### Географическое положение
Расстояние до:
- районного центра (Стерлибашево): 15 км,
- центра сельсовета (Старый Калкаш): 3 км,
- ближайшей ж/д станции (Стерлитамак): 42 км.

## Население
| 2002 | 2009 | 2010 |
| ---- | ---- | ---- |
| 228  | ↗247 | ↘226 |

### Национальный состав
Согласно переписи 2002 года, преобладающая национальность — башкиры (95 %).